# Dietes bicolor
Dietes bicolor là một loài thực vật có hoa trong họ Diên vĩ. Loài này được (Steud.) Sweet ex Klatt miêu tả khoa học đầu tiên năm 1866.

## Hình ảnh

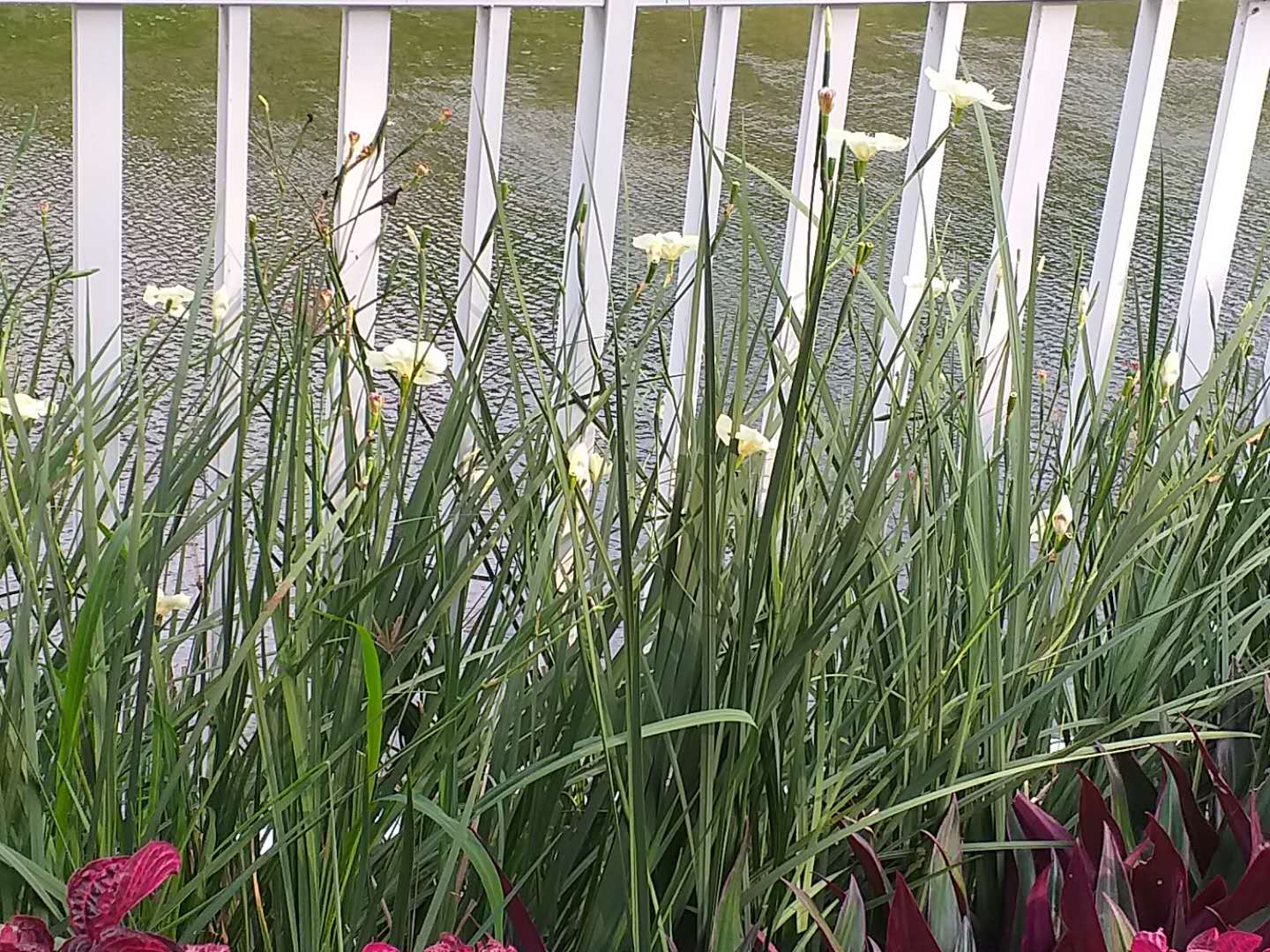
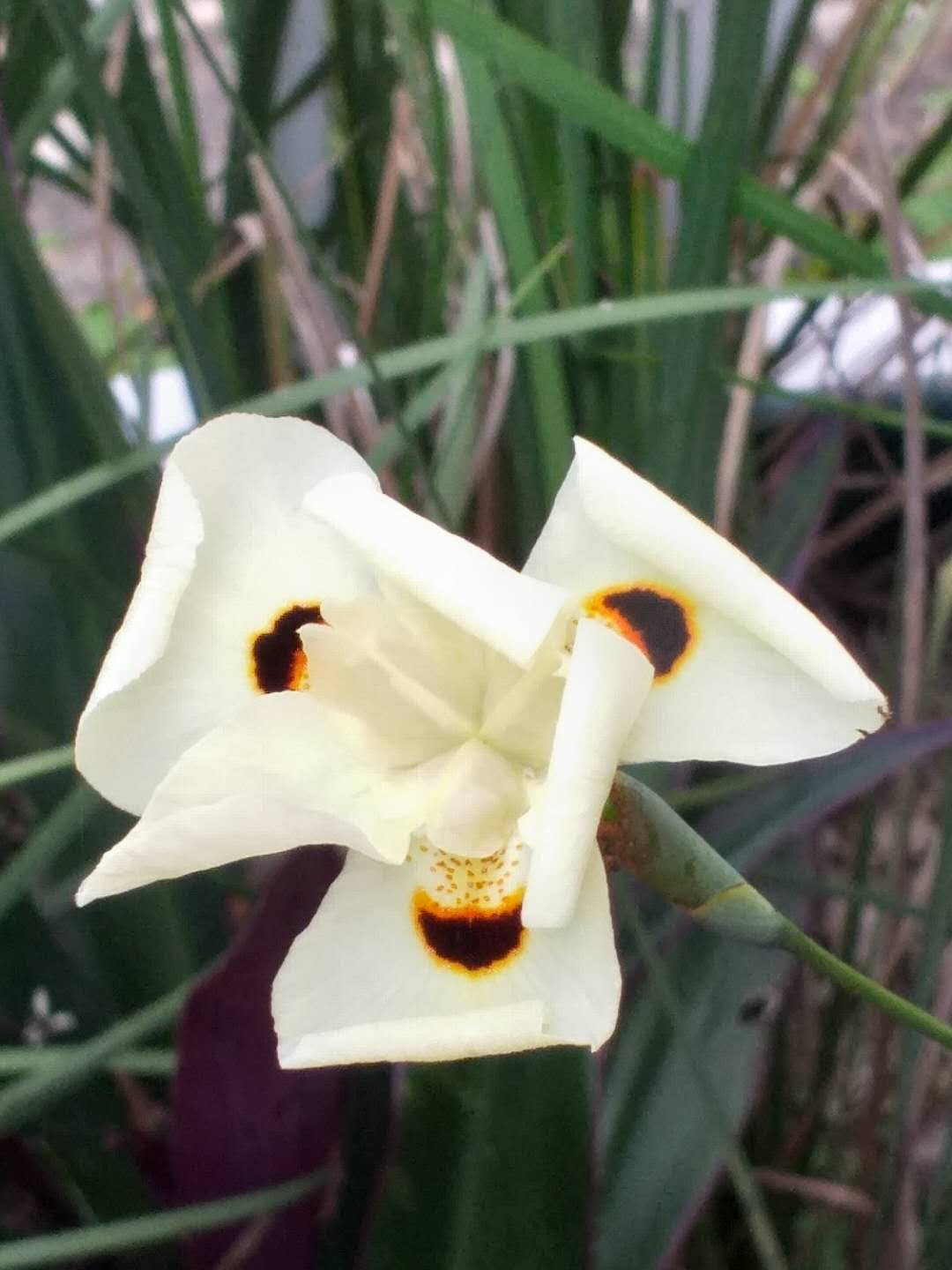